# 顾渚贡茶院遗址及摩崖
顾渚贡茶院遗址及摩崖位于浙江省长兴县水口乡顾渚村、金山村，现存多位唐宋时期官员、学者的题名。顾渚山特产紫笋茶，在唐代被列为贡品，专设贡茶院。袁高、杜牧、颜真卿等著名大家在此地任地方官时都曾督办贡茶。2006年5月25日，列入第六批全国重点文物保护单位。其題刻列入《第一批古代名碑名刻文物名錄》第563號。

## 摩崖

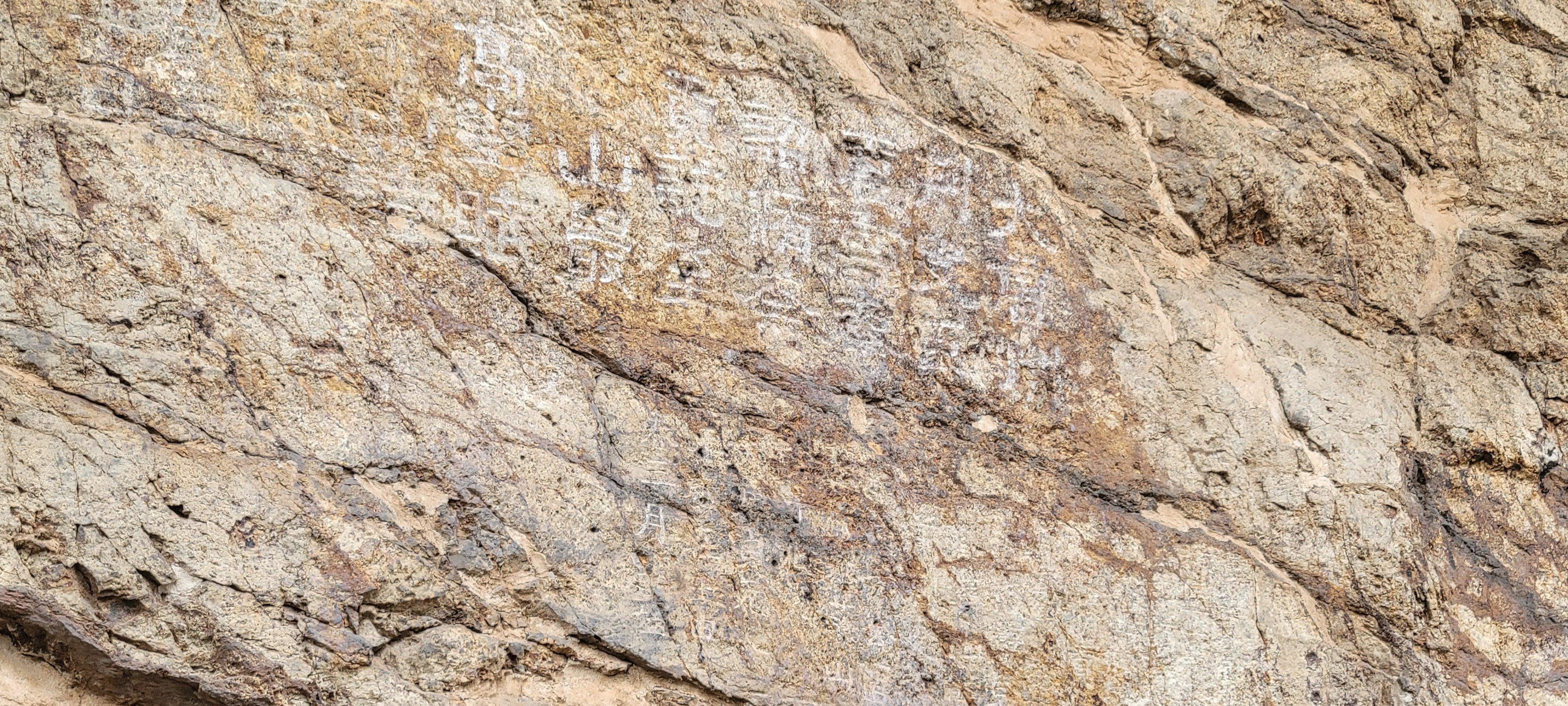
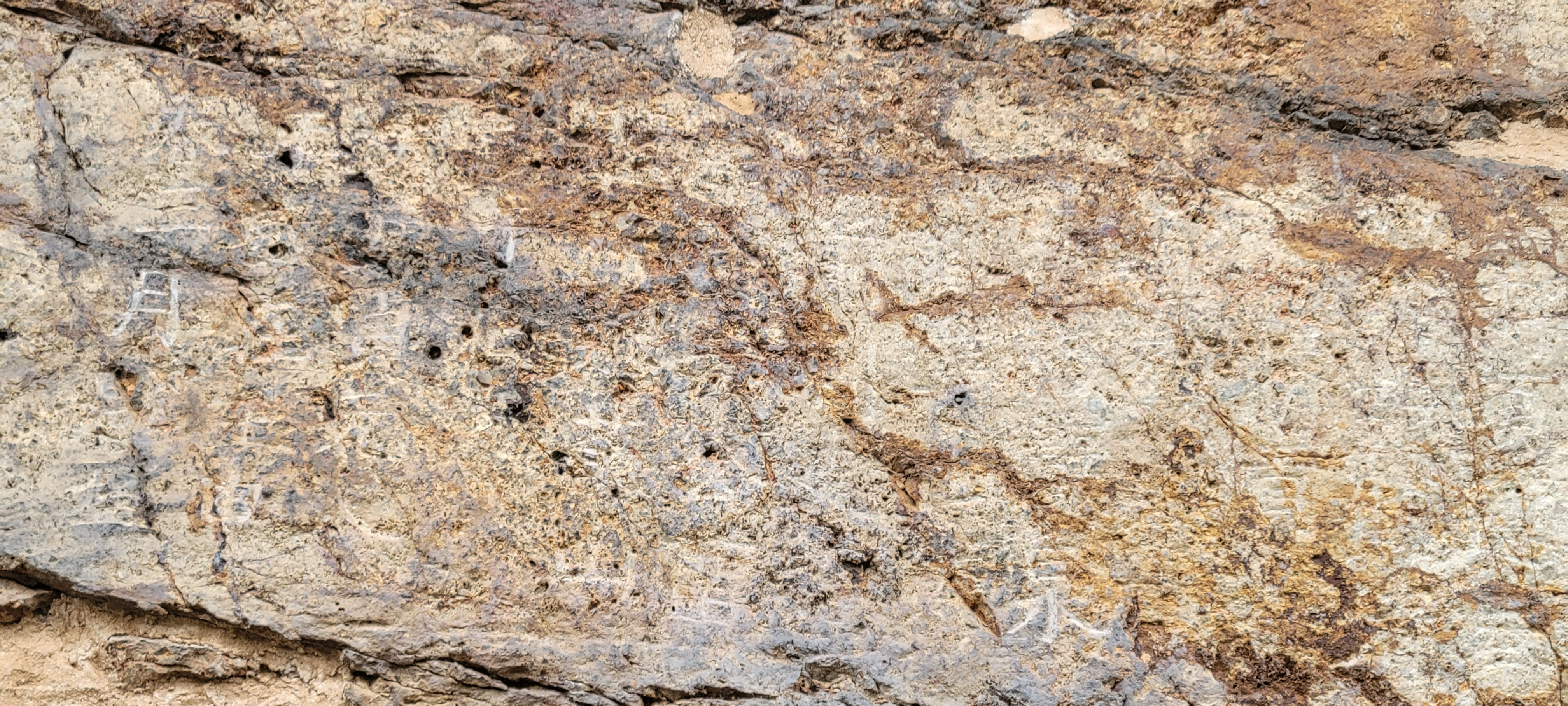
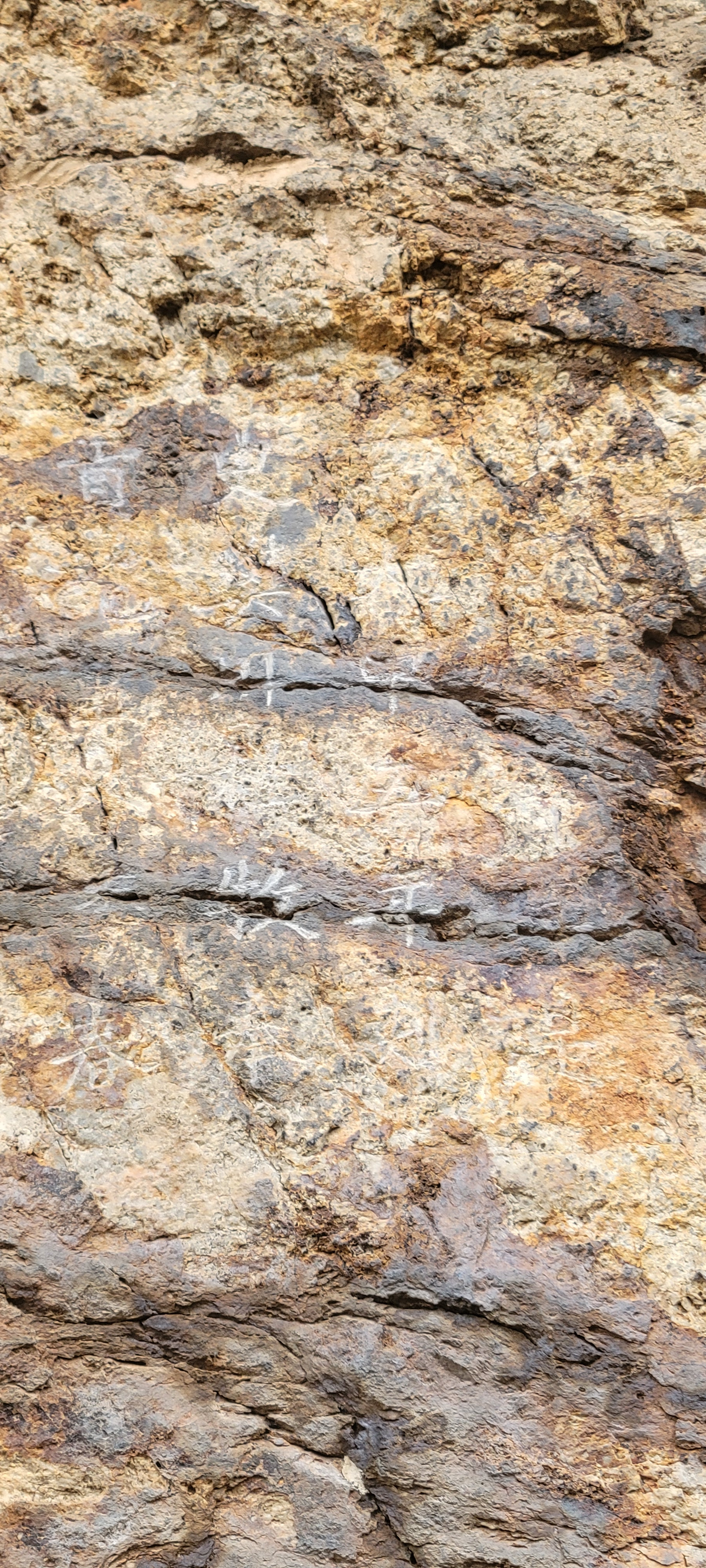